# Конрад Найджел
Конрад Найджел (англ. Conrad Nagel; 16 березня 1897 — 24 лютого 1970) — американський актор епохи німого кіно. Він був також відомим телевізійним актором і радіо виконавцем.

## Біографія

### Ранні роки
Народився в місті Кеокук, штат Айова, в родині музиканта Френка, і його дружини Френсіс (уроджена Мерфі). Його батько, Френк, став деканом консерваторії в коледжі Хайленд-Парк і коли Найджелу було три роки, сім'я переїхала в Де-Мойн.
Після закінчення навчання в коледжі Гайленд-Парк, Найджел поїхав до Каліфорнії, щоб продовжити свою кар'єру у відносно новому середовищі кінофільмів. З його зростом (1,8 м.), блакитними очима і кучерявим світлим волоссям; молодий, Найджел був помічений керівниками багатьох студій.

### Кар'єра
Найджел відразу отримав роль в кіно, що закріпився за ним, як улюблений образ. Його першим фільмом був екранізація класичного роману Луїзи Мей Олкотт Маленькі жінки (1918), яка швидко привернула до себе увагу громадськості.
У 1927 році Найджел знявся разом з Лоном Чейні, Марселін Дей, Генрі Волтголлом і Поллі Моран у втраченому фільмі жахів Тода Броунінга «Лондон після півночі». Фільм вважається найвідомішим втраченим фільм всіх часів.
На відміну від багатьох зірок епохи німого кіно, Конрад Найджел без особливих зусиль перейшов до звукових фільмів і провів наступні кілька десятиліть як успішний актор. Він також часто виступав на радіо і знімався в багатьох телепередачах. З 1937 по 1947 рік він керував радіопрограмою Silver Theater.

### Академія кінематографічних мистецтв і наук і гільдія кіноакторів США
11 травня 1927 року Найджел був серед 35 інших засновників Академії кінематографічних мистецтв і наук. Іншими акторами, що брали участь у створенні були: Мері Пікфорд, Дуглас Фербенкс, Річард Бартелмесс, Джек Голт, Мілтон Сіллс, і Гарольд Ллойд. Конрад Найджел був президентом організації з 1932 по 1933 рік. Також він був одним із засновників Гільдії кіноакторів США (SAG).
Найджел був ведучим 3-ї церемонії нагородження премії «Оскар», що відбулася 5 листопада 1930 року, а також 5-ї церемонії Оскар (18 листопада 1932), і співведучий з Бобом Гоупом на 25-й церемонії Оскар (19 березня 1953).

### Особисте життя
Найджел одружився і розлучився тричі. Його перша дружина, Рут Гелмс, народила дочку, Рут Маргарет, в 1920 році. Його другою дружиною була акторка Лінн Меррік. Його третя дружина Майкла Колсон Сміт, народила сина Майкла в кінці 1950-х років.
24 лютого 1970 року Найджел помер у Нью-Йорку, у віці 72 років, і був кремований в Норт-Бергені, штат Нью-Джерсі. Залишки Найджела поховані на лютеранському кладовищі у Варшаві, штат Іллінойс.

## Вибрана фільмографія
- 1924 — Грішники в шовках / Sinners in Silk — Брок Фарлі
- 1924 — Сноб / The Snob — Геррік Епплтон
- 1924 — Так це шлюб? / So This Is Marriage? — Пітер Марш
- 1925 — Єдиний / The Only Thing — герцог Чевенікс
- 1927 — Лондон після півночі / London After Midnight — Артур Ґіббз
- 1928 — Таємнича леді / The Mysterious Lady — капітан Карл фон Раден
- 1929 — Поцілунок / The Kiss — Андре Дюбаль
- 1930 — Дю Баррі, пристрасна жінка / Du Barry, Woman of Passion — Косс де Бріссак
- 1930 — Одна романтична ніч / One Romantic Night) — доктор Ніколас Галлер
- 1932 — Розлучення в сім'ї / Divorce in the Family — доктор Шумакер
- 1940 — Мільйон років до нашої ери / One million B. C. — бородатий оповідач в печері